# Dreams (film 2024)
Dreams (Drømmer, lett. "Sogni") è un film del 2024 scritto e diretto da Dag Johan Haugerud.
È il secondo film di una trilogia tematica sui rapporti umani cominciata con Sex e conclusasi con Love, entrambi del 2024. Ha vinto l'Orso d'oro al Festival di Berlino 2025.

## Trama
Johanne ha diciassette anni e un mondo interiore fatto di emozioni e desideri inespressi. Quando si innamora della sua insegnante di francese, il confine tra sogno e realtà si fa sempre più labile. Per dare ordine ai suoi sentimenti, Johanne inizia a scrivere un diario dettagliato, trasformando il proprio vissuto in parole che pulsano di passione, paura e scoperta. Quando la madre e la nonna leggono quelle pagine, la loro prima reazione è di sgomento. Ma presto si rendono conto che le parole di Johanne hanno una forza autentica, quasi letteraria. Il diario diventa così il punto di partenza per un confronto generazionale su amore, desiderio e libertà di espressione.

## Distribuzione
Il film è stato distribuito nelle sale cinematografiche norvegesi a partire dal 4 ottobre 2024. È poi stato presentato in anteprima a livello internazionale alla 75ª edizione del Festival internazionale del cinema di Berlino il 19 febbraio 2025. È stato distribuito nelle sale italiane da Wanted Cinema a partire dal 13 marzo 2025.

## Riconoscimenti
- 2025 – Festival internazionale del cinema di Berlino[5][6]
  - Orso d'oro
  - Premio FIPRESCI